# Liga Premier de Fútbol de Taiwán 2023
La temporada 2023 de la Liga Premier de Taiwán fue la 42.ª temporada de la máxima categoría del fútbol en la República de China desde 1983. Comenzó el 2 de abril y finalizó el 20 de diciembre.
El defensor del título fue Tainan City.

## Equipos

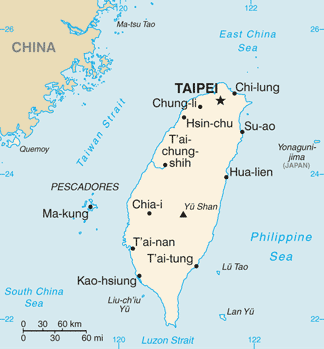
Taiwán.

### Información
Los clubes Taipei Deva Dragons y Taiwan Shihu fueron incorporados a la máxima categoría, reemplazando a Leopard Cat (cambió de nombre y estructura institucional) que se renombró al finalizar la temporada pasada y CPC Corporation (fue disuelto a mitad de temporada).
| Club                  | Ciudad       | Estadio                                     | Capacidad |
| --------------------- | ------------ | ------------------------------------------- | --------- |
| Tainan City           | Tainan       | Tainan Football Field                       | 15 000    |
| Taichung Futuro       | Taichung     | Taichung Taiyuan Football Pitch             | 600       |
| Taiwan Power Company  | Kaohsiung    | Nacional de Kaohsiung                       | 55 000    |
| Hang Yuen             | Nueva Taipéi | Fu Jen Catholic University Football Field   | 3000      |
| AC Taipei             | Taipéi       | Ming Chuan University Campus Football Field | 5000      |
| Ming Chuan University | Taoyuan      | Ming Chuan University Campus Football Field | 5000      |
| Taipei Deva Dragons   | Zhubei       | Hsinchu County Second Stadium               | 3000      |
| Taiwan Shihu          | Taipéi       | Municipal de Taipéi                         | 22 000    |

## Desarrollo

### Clasificación
| Pos. | Equipo                  | Pts. | PJ | G  | E | P  | GF | GC | Dif. | Clasificación 2024-25                |
| ---- | ----------------------- | ---- | -- | -- | - | -- | -- | -- | ---- | ------------------------------------ |
| 1    | Tainan City (C)         | 52   | 21 | 17 | 1 | 3  | 47 | 14 | +33  | Ronda de play-off de la Liga Desafío |
| 2    | Taiwan Shihu            | 41   | 21 | 12 | 5 | 4  | 40 | 22 | +18  |                                      |
| 3    | Taipower                | 33   | 21 | 10 | 3 | 8  | 38 | 24 | +14  |                                      |
| 4    | AC Taipei               | 31   | 21 | 9  | 4 | 8  | 25 | 19 | +6   |                                      |
| 5    | Taichung Futuro         | 28   | 21 | 8  | 4 | 9  | 33 | 31 | +2   |                                      |
| 6    | Hang Yuen               | 27   | 21 | 8  | 3 | 10 | 25 | 33 | −8   |                                      |
| 7    | Ming Chuan              | 19   | 21 | 5  | 4 | 12 | 19 | 44 | −25  | Play-off de descenso                 |
| 8    | Taipei Deva Dragons (D) | 8    | 21 | 2  | 2 | 17 | 18 | 58 | −40  | Descenso a Segunda División          |

 Fuente: TFPL
Criterios de clasificación: 1) Puntos; 2) Puntos en partidos directos; 3) Gol diferencia en partidos directos; 4) Goles anotados en partidos directos; 5) Gol diferencia; 6) Goles anotados.

### Resultados
| Local \ Visitante   | ACT | HAN | MIN | TFU | TAI | TPO | TDD | TSH |
| ------------------- | --- | --- | --- | --- | --- | --- | --- | --- |
| AC Taipei           |     | 1–2 | 4–0 | 2–0 | 0–0 | 0–4 | 1–0 | 1–4 |
| Hang Yuen           | 2–0 |     | 1–1 | 0–2 | 0–5 | 1–3 | 3–0 | 1–3 |
| Ming Chuan          | 0–3 | 1–2 |     | 2–0 | 0–3 | 3–1 | 2–1 | 3–4 |
| Taichung Futuro     | 1–1 | 0–1 | 1–0 |     | 0–2 | 1–1 | 1–0 | 3–0 |
| Tainan City         | 1–0 | 2–0 | 5–0 | 0–2 |     | 1–0 | 5–2 | 2–0 |
| Taipower            | 0–1 | 1–2 | 5–0 | 5–2 | 1–2 |     | 2–1 | 0–0 |
| Taipei Deva Dragons | 1–1 | 1–1 | 1–0 | 2–1 | 1–4 | 1–3 |     | 1–2 |
| Taiwan Shihu        | 1–0 | 2–0 | 1–1 | 3–0 | 1–0 | 0–1 | 5–0 |     |

| Local \ Visitante   | ACT | HAN | MIN | TFU | TAI | TPO | TDD | TSH |
| ------------------- | --- | --- | --- | --- | --- | --- | --- | --- |
| AC Taipei           |     | 1–0 |     | 0–0 |     |     | 4–0 | 0–1 |
| Hang Yuen           |     |     |     |     |     |     |     |     |
| Ming Chuan          | 1–0 | 1–1 |     | 0–6 | 0–1 | 0–3 | 3–0 | 1–1 |
| Taichung Futuro     |     | 3–1 |     |     |     | 0–4 | 6–2 | 2–2 |
| Tainan City         | 1–2 | 2–1 |     | 3–2 |     |     | 3–1 | 2–1 |
| Taipower            | 0–3 | 1–2 |     |     | 0–3 |     | 3–1 | 0–0 |
| Taipei Deva Dragons |     | 0–2 |     |     |     |     |     | 2–6 |
| Taiwan Shihu        |     | 3–2 |     |     |     |     |     |     |

## Estadísticas

### Goleadores
- Fuente: Página oficial de la competición.[4]